# یادگار (فیلم ۲۰۲۰)
یادگار (به انگلیسی: Relic) فیلمی محصول سال ۲۰۲۰ و به کارگردانی ناتالی اریکا جیمز است. در این فیلم بازیگرانی همچون گری اولدمن، امیلی مورتیمر، رابین نوین و بلا هیتکوت ایفای نقش کرده‌اند.